# Luftangriffe auf Bayreuth

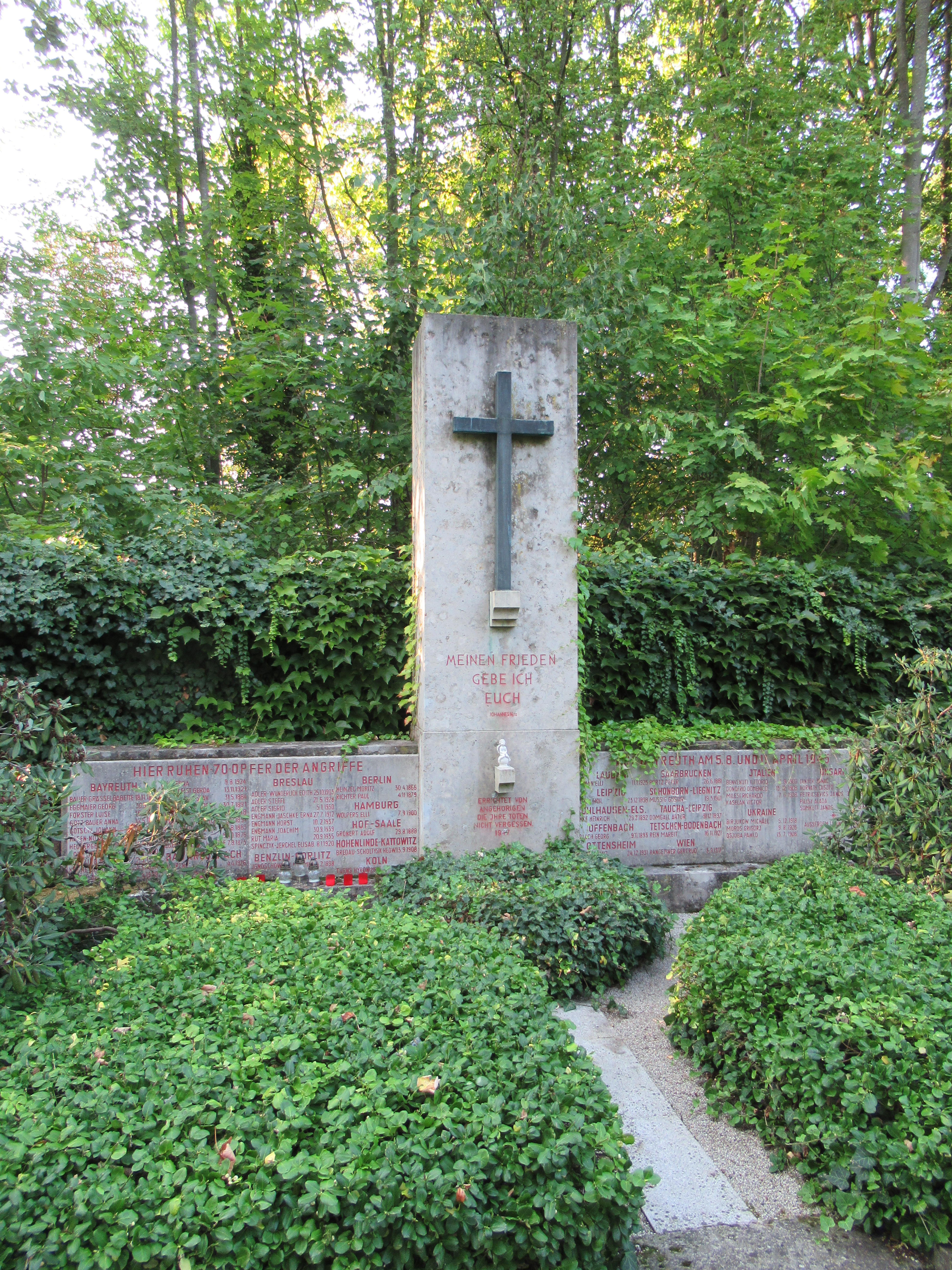
Grabdenkmal von 1947 für Bombenopfer auf dem Stadtfriedhof

Die Stadt Bayreuth in Oberfranken, in der Zeit des Nationalsozialismus Hauptstadt des Gaus Bayreuth, erlebte im Zweiten Weltkrieg, kurz vor Kriegsende, vier alliierte Luftangriffe. Zwei schwere Angriffe wurden durch die 8. US-Luftflotte am 5. und 8. April 1945, ein leichter Angriff am 10. April (nachts) und ein sehr schwerer am 11. April durch die britische Royal Air Force durchgeführt. Insgesamt 205 Bombenflugzeuge, davon 196 schwere viermotorige Langstreckenbomber, waren bei den Angriffen im Einsatz. Sie warfen 577 Tonnen Bomben (472 t Spreng- und 105 t Brandbomben) auf die Stadt, die über keine effiziente Flugabwehr mehr verfügte. 36,8 % des Wohnraums, zahlreiche öffentliche Gebäude und 32 % der Industrie- und Gewerbeanlagen wurden zerstört, dazu wertvolle Kulturbauten der früheren markgräflichen Residenz. Die Zahl der Todesopfer wurde zunächst mit 741 (darunter 82 Kinder unter 15 Jahren und 76 Ausländer), später mit 875 bis über 1000 angegeben. Am 14. April wurde Bayreuth nach Artilleriebeschuss und Jagdbomberangriffen (mit Teilzerstörung der Eremitage aufgrund der Ablehnung einer kampflosen Übergabe durch den Kampfkommandanten General August Hagl) ohne deutsche Gegenwehr durch US-Truppen besetzt.

## Luftabwehr, Luftschutz
Bayreuth im „Luftgau XIII“ war ursprünglich ein „Luftschutzort III. Ordnung“, wurde jedoch 1941 wegen der Verschärfung des Luftkriegs und der Nähe zu Nürnberg-Fürth zum Luftschutzort II. Ordnung hochgestuft. Im Sommer 1942 erhielt Bayreuth eine leichte „Heimat-Flak“-Batterie mit sechs Geschützen vom Kaliber 2 cm. Sie wurden über das Stadtgebiet verteilt und befanden sich zum Beispiel auf den Dächern des Alten Schlosses und der Neuen Baumwoll-Spinnerei. Im Januar 1944 wurden vier schwere Flakbatterien in und um Bayreuth stationiert, die aus je sechs 8,8-cm-Flakgeschützen bestanden: in den Stadtteilen Meyernberg und Altstadt sowie im Vorort Laineck. Diese Batterien wurden jedoch nach Beginn der alliierten „Öloffensive“ im Sommer 1944 zum Schutz der dortigen Hydrierwerke nach Brüx im Sudetenland verlegt. So wurde zur Verteidigung während der schweren Luftangriffe im April 1945 auf Bayreuth „kein einziger (Flak-)Schuss“ abgegeben. Auf den Dächern des Alten Schlosses, der Neuen Spinnerei und im Kasernenviertel befanden sich nur noch die vier 2-cm-Geschütze, die wegen Aussichtslosigkeit angesichts der Gewalt der Angriffe nicht in Funktion traten. Jagdflugzeuge waren auf dem Fliegerhorst nicht stationiert.
Die Freiwillige Feuerwehr der Stadt wurde 1942 zur Luftschutzpolizei, die personell zunehmend unterbesetzt war. Sie war voll motorisiert und insgesamt mit Fahrzeugen und Gerät gut ausgestattet, aber geschwächt durch Abgabe von Männern an die Wehrmacht und den Volkssturm. Diese wurden teilweise durch HJ-Feuerwehr und kriegsgefangene Hilfswillige ersetzt. Außerdem gab es die Werkfeuerwehren (ab 1943 unter Einbeziehung von Zwangsarbeitern), besonders der großen Spinnereien, Feuerlöschtrupps in den Kasernen und die (weibliche) Fliegerhorst-Feuerwehr auf dem Bindlacher Berg. Die Wehrmacht stellte nach den Luftangriffen am 5. und 8. April 1945 Hilfskommandos zum Bergen und Löschen in der Stadt. In der Garnison Bayreuth war gegen Kriegsende nur noch das Grenadier-Ersatzbataillon 42 stationiert.
Als Schutzräume spielten die zahlreichen Felsenkeller der Stadt eine große Rolle. Diese Tiefenkeller wurden ab 1939 als Luftschutzräume ausgerüstet, zum Teil untereinander verbunden und mit vielen Zu- und Ausgängen versehen. Der Stadthistoriker Bernd Mayer schrieb: „Es gewährten die Bierkeller der Vorfahren den wirkungsvollsten Schutz: Tausende von Bayreuthern überlebten in diesem unterirdischen Felsenlabyrinth die schlimmsten Stunden der Stadtgeschichte“. Diese „Katakomben“ hielten, mit einer Ausnahme (beim Kaufhaus Loher in Marktnähe), tatsächlich dem Bombenhagel stand. An mehreren Stellen im Stadtgebiet, so auf dem Marktplatz, wurden große Feuerlöschteiche angelegt.
Ein Flugwachkommando (Fluko) und ein Flugwarnkommando (Wako) (Luftschutz-Warnzentrale) lagen in der Alexanderstraße 2. Auf einem Turm der Stadtkirche war ein Beobachtungsposten mit Telefon stationiert. Die dem Oberbürgermeister Friedrich Kempfler unterstellte Luftschutzleitung befand sich im Alten Schloss. Von dort erfolgten die Befehle an die Feuerwehr, die Luftschutzpolizei, die Polizei, den Rettungsdienst und die Melder. Ab 1941 verfügte Bayreuth über elektrische Pressluftsirenen, ab 1942 auf dem Dach des Hauses Alexanderstraße 2 auch über eine leistungsfähige Großsirene.
Insgesamt 256 Fliegeralarme (meist wegen Flugzeug-Überflügen) wurden in Bayreuth von 1940 (erstmals am 6. Juli) bis 1945 (letztmals am 14. April) ausgelöst: 1940: 15, 1941: 15, 1942: 12, 1943: 31, 1944: 98, 1945: 85.
Die Bayreuther Feuerwehr wurde zwischen 1942 (erstmals am 29. August 1942) und 1945 zwölfmal zu Löscheinsätzen nach alliierten Luftangriffen auf Nürnberg gerufen.
Zum Einsatz während der massiven Luftangriffe auf Bayreuth gelangten viele Landfeuerwehren aus dem Kreis Bayreuth, aber auch die Feuerwehr Kronach, die Fliegerhorst-Feuerwehr und drei motorisierte Luftschutzabteilungen der Luftwaffe, die in Goldkronach, Feilitzsch bei Hof und Gnadenberg bei Altdorf ihre Standorte hatten. Am 5. April 1945 verloren sieben Feuerwehrmänner im Löscheinsatz ihr Leben, weitere sieben wurden schwer verwundet.
Bayreuth war im Zweiten Weltkrieg eine bedeutende Lazarettstadt. Dafür wurde auch das 1942 in Funktion gegangene große Winifred-Wagner-Krankenhaus genutzt, und neben den anderen Krankenhäusern zunehmend Hilfslazarette in Schulen und Hotels – gekennzeichnet mit großen Roten Kreuzen auf den Dächern.

## Die einzelnen Angriffe

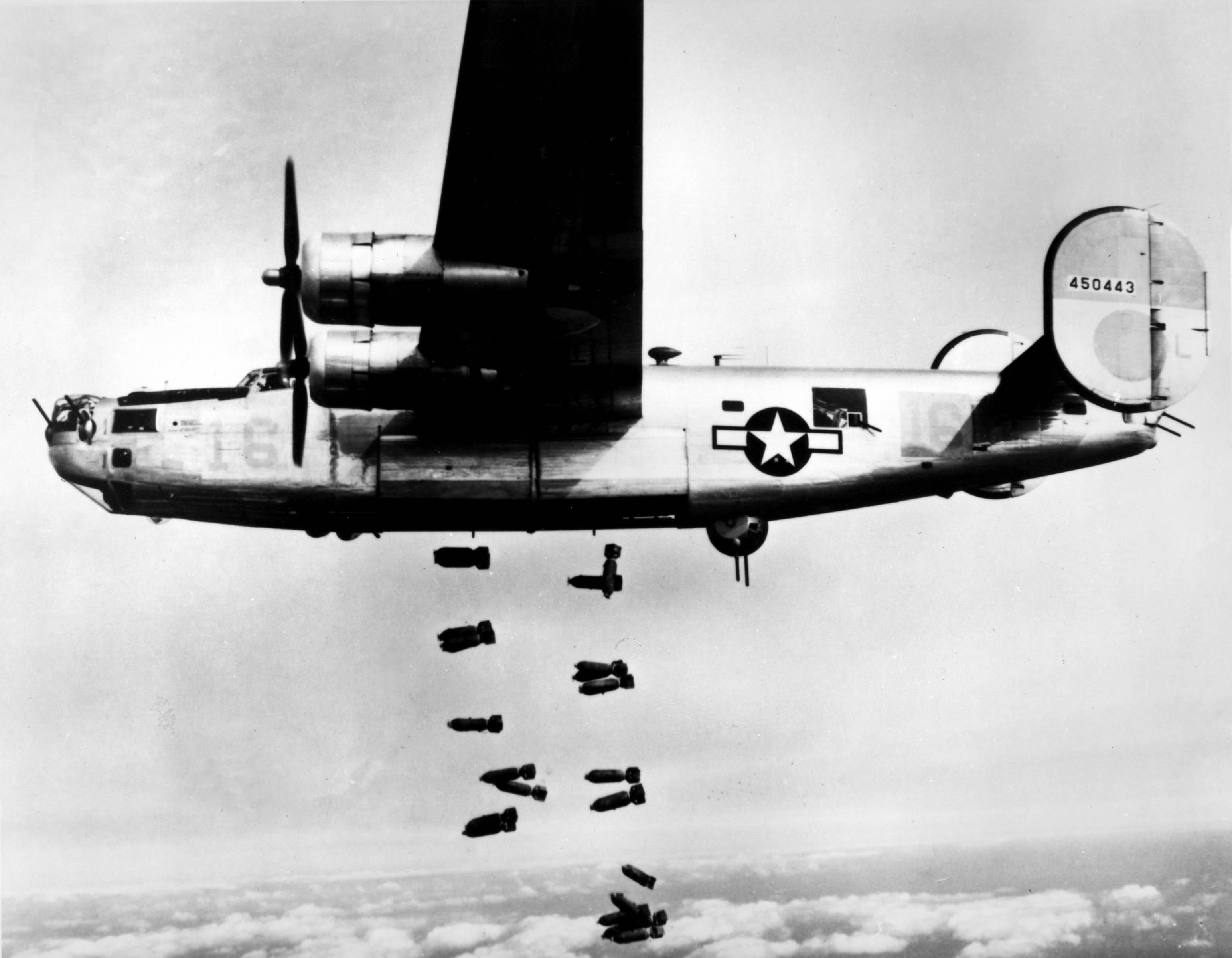
Schwerer US-Bomber B-24 „Liberator“

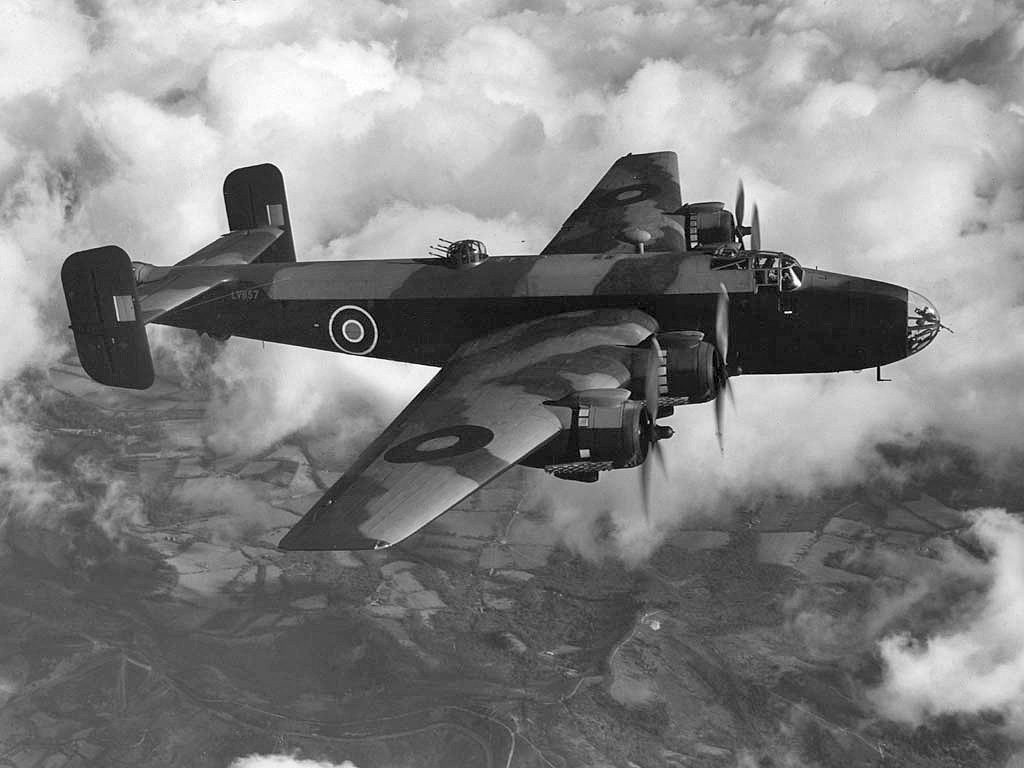
Schwerer britischer Bomber Halifax Mark 3

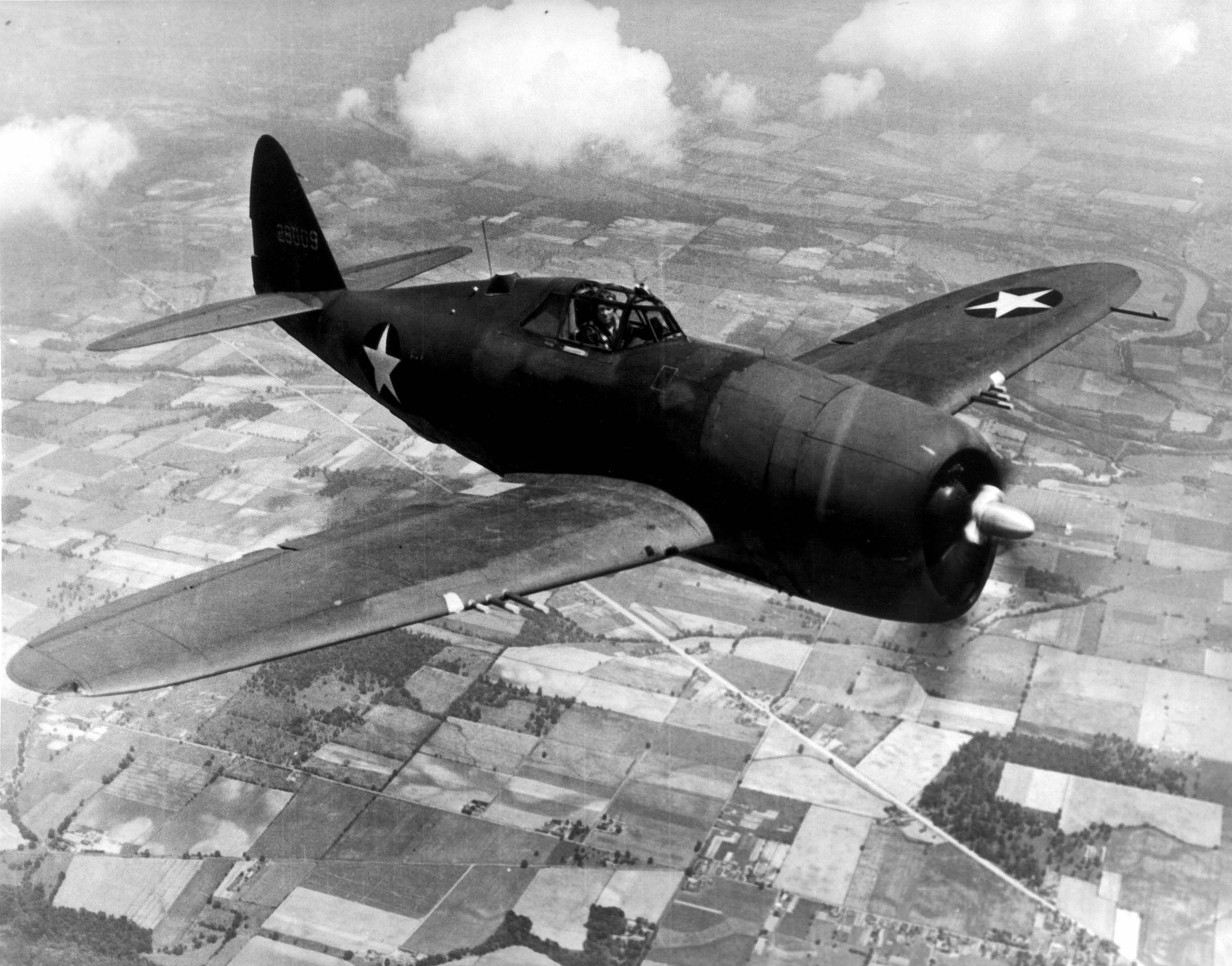
US-Jagdbomber „Thunderbolt“

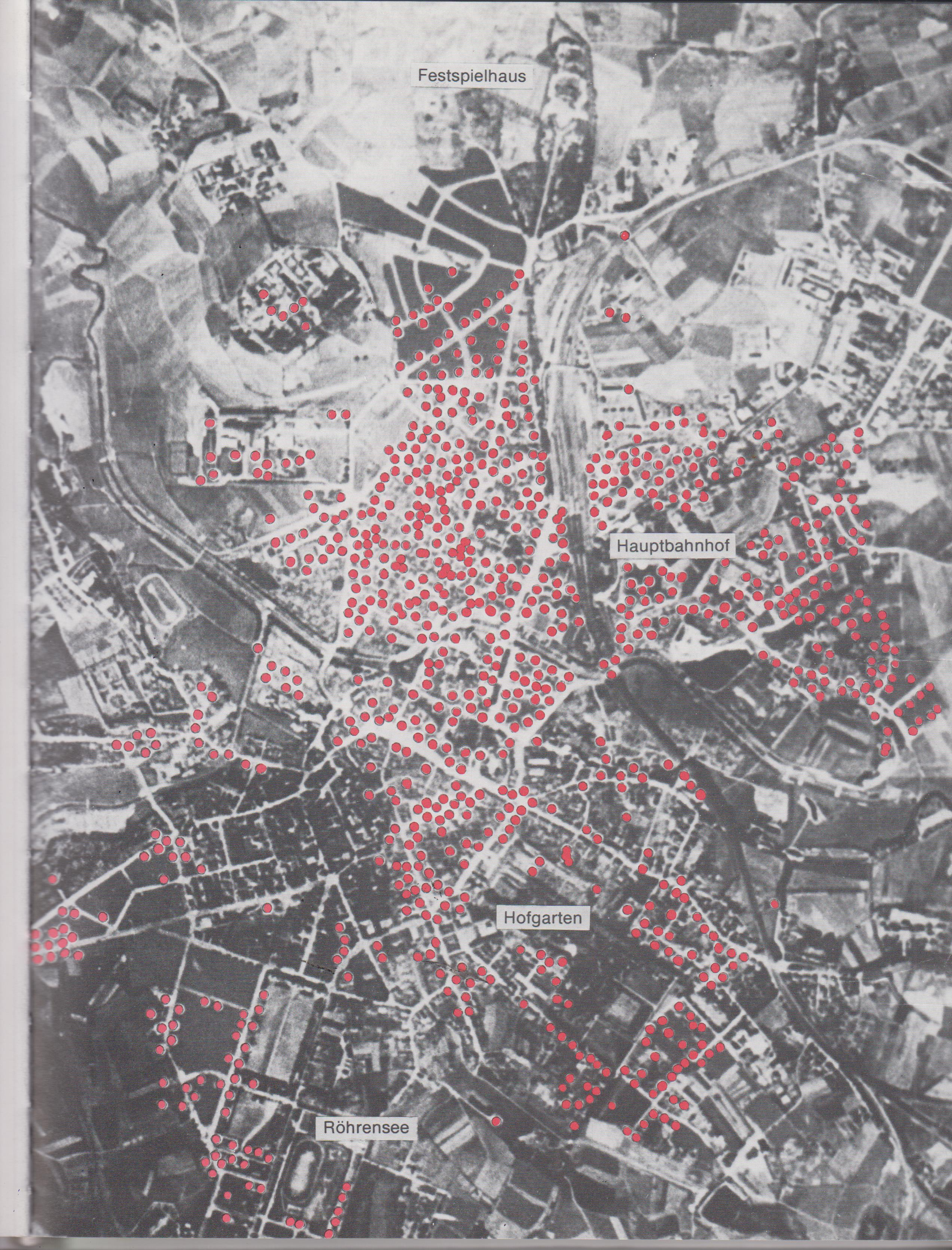
Zerstörungen in Bayreuth im April 1945

In der Liste der RAF mit Angriffszielen auf deutsche Städte vom 22. September 1941 war Bayreuth noch nicht enthalten. Später wurde es aufgenommen und erhielt den Fisch-Decknamen „Devilfish“ (Seeteufel).
- 13. Januar 1941: Ein oder zwei britische Flugzeuge überflogen zwischen 3.17 Uhr und 4.56 Uhr im Tiefflug die Stadt. Aus 200–300 m Höhe warfen sie 2 Leuchtbomben, 3 Sprengbomben (Kaliber vermutlich 100 kg) und ca. 33 Brandbomben ab. Personen kamen nicht zu Schaden, obwohl die Löschtrupps infolge fehlender Flakeinheiten wiederholt mit Maschinengewehrfeuer belegt wurden. Am schwersten wurde die Mechanische Baumwoll-Spinnerei getroffen, deren Baumwollvorräte vollständig vernichtet wurden. In der Neuen Baumwollen-Spinnerei wurden die Staubfilteranlage und eine Batterielichtanlage zerstört, in der Spinnerei Bayerlein eine Lagerhalle mit Abfallbaumwolle.[13]

- 23. Februar 1945: 33 (37) Boeing B-17 „Flying Fortress“ hatten zur Mittagszeit im Rahmen der alliierten Operation Clarion als Ziel die Bahnhofsanlagen in Bayreuth, drehten aber wegen zu starker Bewölkung ab und flogen stattdessen einen Angriff auf den Bahnhof Würzburg und auf Lichtenfels.[14] So entging Bayreuth einem Luftangriff mit weiteren 150 Tonnen Bombenlast.

- 5. April 1945: 112 viermotorige B-17 „Flying Fortress“ und B-24 „Liberator“ der 8th Air Force starteten morgens von ihren Basen in England mit Primärziel Bayreuth. Wohl durch Navigationsfehler erreichten nur 39 von ihnen Bayreuth, die anderen warfen ihre Bombenlast über Plauen im Vogtland ab. Die Navigation erfolgte – bei „gutem Wetter“ – visuell und mit H2X-Radar. Die Bomber flogen mit vollem Begleitschutz durch Langstrecken-Jagdflugzeuge der Typen P-51 „Mustang“ und P-47 „Thunderbolt“. Von 10.47 bis 12.19 Uhr[15] wurden bei hellem Sonnenschein in mehreren Wellen 55,5 Tonnen Spreng- und 30 Tonnen Brandbomben auf das „Primärziel“ Bayreuth abgeworfen. Gegen 11.30 Uhr überraschte die zweite Angriffswelle – auf die gleichen Stadtbezirke – die Bevölkerung, die Bergungsmannschaften und die Feuerwehr. Von der Freiwilligen Feuerwehr wurden sechs Mann,[7] dazu ein 15-jähriger Angehöriger der HJ-Feuerwehr, auf dem Wilhelmsplatz bei Löscharbeiten getötet und sieben schwer verletzt (darunter vier ukrainische Hilfswillige). Auch vier große Einsatzfahrzeuge der Feuerwehr wurden durch Sprengbomben zerstört. Getroffen wurden der Hauptbahnhof (75 % der Gleise nicht mehr nutzbar), das Bahnhofsviertel, das Viertel um den Wilhelmsplatz (besonders schwer), auch die Stadtteile Altstadt und Kreuz / Herzoghöhe, die Lisztstraße, die Jean-Paul-Straße, das Gaswerk, der Hofgarten, das Haus Wahnfried und das Kasernenviertel, die Region westlich des Röhrensees und die äußere Bismarckstraße. In der Spinnerei Bayerlein wurde das Fremdarbeiterlager zerstört. In der Rosestraße erhielt ein Luftschutzdeckungsgraben der Mechanischen Baumwollspinnerei einen Volltreffer: 100 Personen, überwiegend Fremdarbeiter, wurden verschüttet und 65 getötet. Nach dem Angriff wurden 88 Tote und 67 Verwundete registriert, nach anderer Quelle bis 150 Tote.[16] Die Bayreuther Feuerwehr gibt 269 getötete Einwohner an (darunter die sieben Feuerwehrmänner), davon 62 Ausländer.[17] Die Hospitäler und Lazarette waren überfüllt, an zehn Operationstischen wurde gleichzeitig gearbeitet. 121 Häuser waren zerstört, 118 schwer beschädigt, 1678 Menschen waren obdachlos geworden. Die NS-Kreisleitung sprach von „sehr gefasstem Verhalten der Bevölkerung“. Für den 8. April setzte die NSDAP zwei Totenfeiern an: eine auf dem Stadtfriedhof mit dem Kreisleiter Hans Stricker. Dieser formulierte dabei: „Was haben wir den Amerikanern getan, dass sie unsere Frauen und Kinder hinmorden?“[18] Die zweite Trauerfeier auf dem Soldatenfriedhof Sankt Georgen fand mit dem Oberbürgermeister Friedrich Kempfler statt. Diese wurde durch Tiefflieger unterbrochen und dann durch den bereits beginnenden zweiten Bombenangriff der US-Luftwaffe beendet.

- 8. April 1945: 51 B-24-Bomber „Liberator“ der 8. US-Luftflotte starteten morgens, mit vollem Begleitschutz durch Mustang- und Thunderbolt-Jagdflugzeuge, von ihren Stützpunkten in England. Primärziel war erneut Bayreuth. Geortet wurde bei klarem Wetter visuell. Der Angriff auf das Stadtgebiet erfolgte von 12.06 bis 12.08 Uhr. 130 Tonnen Bomben wurden abgeworfen, davon 73 t Spreng- und 57 t Brandbomben. Das waren 521 Bomben, davon 293 Stück 500-Pfund-Sprengbomben und 228 Stück 500-Pfund-Brandbomben. Der Angriff am Weißen Sonntag überraschte viele Einwohner bei Firmungs- oder Konfirmations- sowie Trauerfeiern für die Opfer vom 5. April. Die örtliche Feuerwehr war personell, apparativ und von ihren Fahrzeugen her durch den Angriff vom 5. April erheblich geschwächt. Unterstützung kam durch Wehren von außerhalb und vom Fliegerhorst Bindlach. Trotzdem wirkte sich der Massenabwurf von Brandbomben in die durch Sprengbomben aufgerissenen Häuser verheerend aus. Betroffen waren auch Gebäude am Jean-Paul-Platz. Darunter war die mit Obdachlosen (vom 5. April) belegte Ludwig-Siebert-Festhalle (die historische Markgräfliche Reithalle), die bis auf die Umfassungsmauern völlig ausbrannte. Besonders litten auch die Wörthstraße (heute Leuschnerstraße) und das Hauptziel Kasernenviertel. Hier waren viele Wohnhäuser betroffen, in denen etwa 40 Menschen ums Leben kamen. In der Hans-Schemm-Kaserne wurden mindestens 38 Soldaten beim Essenfassen getötet, es werden auch wesentlich höhere Zahlen genannt.

- 10./11. April 1945: In der Nacht zum 11. April starteten sieben Schnellbomber des Typs Mosquito des britischen Bomber Command zu einem „Störangriff“ auf Bayreuth. Der Auftrag war, nach dorthin ausgelagerte „Kugellager-Werke“ in der Mechanischen Baumwollspinnerei und Weberei anzugreifen. Die Flugzeuge wurden über das Funk-Navigationssystem Oboe von England aus geführt. Fünf Maschinen erreichten kurz nach Mitternacht das Ziel und warfen 3,3 Tonnen Spreng- und 0,4 Tonnen Brandbomben auf Bayreuth ab. Einige Sprengbomben fielen auf den Hans-Schemm-Platz (heute Luitpoldplatz), dabei wurden das Neue Rathaus (Reitzenstein-Palais) und das „Haus der Deutschen Erziehung“ beschädigt. Einige Brandbomben fielen in der Nähe der Spinnereien. Es gab relativ wenig Schäden, doch mehrere Tote und Verletzte. Dabei handelte es sich um Flüchtlinge aus Ungarn, die ihre Schutzräume verlassen hatten.[19]

- 11. April 1945: An diesem „schwärzesten Tag in der Bayreuther Geschichte“, drei Tage vor der Besetzung durch US-Truppen, erfolgte der schwerste Luftangriff auf die bereits stark beschädigte Stadt. Er wurde von der 4. Bomber-Gruppe des britischen Bomber Command (unter dem Code 033 H 074 V) als Flächenangriff mit 110 Flugzeugen ausgeführt: mit 92 viermotorigen Bombern vom Typ Halifax, 14 viermotorigen Bombern vom Typ Avro Lancaster und vier „Mosquito“-Schnellbombern. Die Halifax-Bomber waren in Mittelengland bei Yorkshire im Bezirk York stationiert. Zu den geplanten 122 Bombern gehörten 814 Mann Besatzung (zehnmal so viele waren am Boden mit Vorbereitung und Durchführung des Einsatzes beschäftigt) und 1032 Maschinengewehre und Bordkanonen. Der offizielle Auftrag beim „Briefing“ mit den Mannschaften vor dem Start („Gentleman, Ihr Ziel für heute ist Bayreuth“) lautete auf „Zerstörung der Eisenbahneinrichtungen und der Wagenbestände im Rangierbahnhof“. Von den morgens gestarteten 100 Halifax-Bombern mussten acht wegen Triebwerksproblemen wieder umkehren, so dass 92 zum Einsatz kamen. Zu ihnen stießen die 14 Lancaster und vier Mosquitos. Der Bomberstrom hatte eine Länge von 70 km. Die Jägerbegleitung bestand (zusammen mit der Absicherung des Angriffs auf Nürnberg am selben Tag) aus über 100 Spitfires und über 100 Mustangs. Das Bombardement erfolgte von 14.53 bis 15.03 Uhr. Auf den ersten „Christbaum“ des Masterbombers in der Nähe der Neuen Spinnerei folgten weitere Leuchtzeichen zur Markierung der Stadt. Dann wurden 340,3 Tonnen Sprengbomben (1582 Stück 500-Pfund-Bomben) und 17,8 Tonnen Brand- und Leuchtbomben abgeworfen. So „vollendeten die britischen Maschinen mit einem Terrorangriff das Vernichtungswerk gegen die wehrlose Stadt“,[20] von der große Teile zerstört wurden. „Das Stadtzentrum war Schwerpunkt dieses Terrorangriffs“.[21] Ab 15.07 Uhr stiegen riesige schwarze Qualmwolken bis 3 km Höhe in den bis dahin blauen Himmel. Feuerschein und Rauch waren aus Flugzeugen bis 150 km Entfernung zu sehen. Besonders in der darauffolgenden Nacht bot Bayreuth ein „gespenstisches Bild“. Zerstört oder schwer beschädigt wurden unter anderem das Post- und Telegrafenamt, das Neue Rathaus mit seinem gesamten Aktenbestand (die Kellerdecken über 200 Schutzsuchenden hatten gehalten), das „Haus der Deutschen Erziehung“ (brannte lichterloh); große Schäden gab es in der Casselmannstraße, der Markgrafenallee, in der Mainkaserne, im Wölfelblock, im Ortsteil Hammerstatt und am Luitpoldplatz. Einer der großen Schutzkeller wurde zum Massengrab: in der Innenstadt durchschlug eine Sprengbombe die fünf Meter dicke Felsendecke beim Kaufhaus Loher. Im Lazarett in der Volksschule Sankt Georgen kamen viele Verwundete durch einen Volltreffer ums Leben.[22] Das Alte Schloss brannte, von außerhalb per Kurier herbeigerufene Feuerwehr hatte zunächst Erfolg bei der Brandbekämpfung. 60 % des Güterbahnhofs und 90 % der Bahnhofsnebengebäude waren zerstört, die Eisenbahnschienen nicht mehr passierbar. Wegen der Zerstörung des Flugwachkommandos (Fluko) in der Alexanderstraße konnte keine Luftwarnung mehr in Bayreuth ausgelöst werden. Auch der Fliegerhorst Bindlach wurde attackiert, es sollen – bei zahlreichen Fehlwürfen ins freie Feld – außer einer Halle überwiegend Flugzeugattrappen getroffen worden sein. Alle 110 am Angriff auf Bayreuth beteiligten Maschinen kehrten unbeschädigt nach England zurück. Das RAF Bomber Command schätzte den Angriff auf Bayreuth als „hochkonzentrierte und äußerst erfolgreiche Operation“ ein.[23] Es gab in der Stadt „kein Licht, kein Wasser, keine Särge, keinen Leichenwagen mehr“. „Tiefflieger, die den Bombern unmittelbar folgten, schießen auf die Menschenkolonnen, die jetzt aus Bayreuth (in die benachbarten Dörfer und Wälder) herausströmen“.[24] Diejenigen, die nicht geflohen waren, kampierten in den Felsenkellern und anderen Luftschutzeinrichtungen. Der Stadtchronist Bernd Mayer fand lobende Worte für die Solidarität in der Bevölkerung:[25] „Die meisten Landbewohner übten Solidarität mit den verängstigten und notleidenden Städtern“. „Die Nachbarschaftshilfe im Großen wie im Kleinen ist eine positive Erfahrung in unmenschlicher Zeit“. „Die Feuerwehrleute aus der Umgebung stehen mit bewundernswerter Moral der gebeutelten Stadt bei“.

- 12. April 1945: In der Stadt herrschte eine katastrophale Lage. Große Probleme machte auch die „technische Bewältigung des Massentods“. Mangels Särgen wurden die Opfer in den Leichenhallen der Friedhöfe Sankt Georgen und Stadtfriedhof nebeneinandergeschichtet. Sie gingen in den nächsten Tagen in Verwesung über. Das Heeresverpflegungsamt gab seine Bestände für die Bevölkerung frei.

- 13. April 1945: Bayreuth wurde von der 11. US-Panzerdivision umzingelt. Die abziehende Wehrmacht sprengte noch Autobahnbrücken. Um 20.40 Uhr begann der Beschuss der Stadt durch schwere Feldhaubitzen Long Toms.

- 14. April 1945: Trotz laufender Übergabe-Verhandlungen – mit der Drohung, „die Stadt in Grund und Boden zu schießen“- erfolgte ab 5.00 Uhr noch Beschuss mit Artillerie und Panzergranaten, auch Tiefflieger beschossen die Straßen mit Bordwaffen.[26] Nachmittags bis 16.00 Uhr war Bayreuth von der 11. US-Panzerdivision und der 71. US-Infanteriedivision ohne nennenswerte deutsche Gegenwehr besetzt. Mit gezielten Angriffen von US-Jagdbombern und Artillerie wurden aber noch am 14. April nachmittags das Neue Schloss (Orangerie und Sonnentempel) der Eremitage bei Bayreuth zerstört, auch das dortige Alte Schloss und der ehemalige Marstall wurden beschädigt. Der Artilleriebeschuss erfolgte durch zwölf schwere Feldhaubitzen des Typs Long Tom der 11. US-Panzerdivision vom Stadtgebiet aus. Die Jagdbomber waren vom Typ P-47 Thunderbolt, die – außer ihren schweren Maschinengewehren – jeweils mit 227-kg-Sprengbomben und 11,5-cm-Raketengeschossen bestückt waren. Der „Vollbrand“ in der Eremitage wütete mehrere Tage, bevor die Feuerwehr die brennenden Trümmer ablöschen konnte. Im Neuen Schloss der Eremitage lagerten – neben der Ausstattung des Alten Schlosses und des innerstädtischen Neuen Schlosses – große Mengen an dokumentarischem Filmmaterial, die gerade aus Berlin herangeschafft worden waren. Der entsprechende Güterzug wurde auf einem Ausweichgleis des Bahnhofs Eremitage durch Jagdbomber ebenfalls vollständig zerstört.[27] Die Zerstörung der Eremitage soll eine amerikanische „Demonstration militärischer Stärke“ gegenüber dem mit der Übergabe der Stadt zögernden deutschen Stadtkommandanten General August Hagl gewesen sein, der seine Befehlsstelle nach Sankt Johannis verlegt hatte.

## Materielle Verluste
Bayreuth war zur „Ruinenstadt“ geworden. Nach offiziellen Angaben der Stadt Bayreuth von 1955 waren durch die Luftangriffe im April 1945 zerstört worden: 36,8 % des Wohnraums und 31,5 % der Industrie- und Gewerbe-Anlagen. „Der Kern der Bayreuther Industrie war nahezu vernichtet. Die Mechanische Baumwollspinnerei und Weberei zu 100 %, die Spinnerei F. C. Bayerlein zu 80 % und die Neue Baumwollspinnerei zu 60 % zerstört. Verursachter Gesamtschaden an privatem und öffentlichem Eigentum ist von sachverständiger Seite mit über 100 Millionen DM ermittelt worden. Die Stadt Bayreuth ist … eine der schwerstbeschädigten Städte Bayerns“. Im Mai 1945 war der Wohnungsausfall in Bayreuth so angegeben worden: 1799 Wohnungen total zerstört, 802 Wohnungen mittelstark beschädigt und 1849 Wohnungen leicht beschädigt. Aus den Trümmern wurden 450.000 Kubikmeter Schutt abtransportiert.
Die Bevölkerungszahl Bayreuths hatte 1939/40 bei 45.000 gelegen und war im August 1945 durch Flüchtlinge auf über 58.000 gestiegen, mit entsprechender Wohnungssituation. Dazu kam, dass die Besatzungsmacht in den erhaltenen Quartieren Wohnraum beanspruchte. „Verschärft wurde die katastrophale Wohnungsnot noch durch die amerikanische Besatzung, die ganze Stadtviertel, wie den Festspielhügel oder die ehemalige S.A.-Siedlung in der Birken, für sich requirierte“.

## Architektonische Verluste

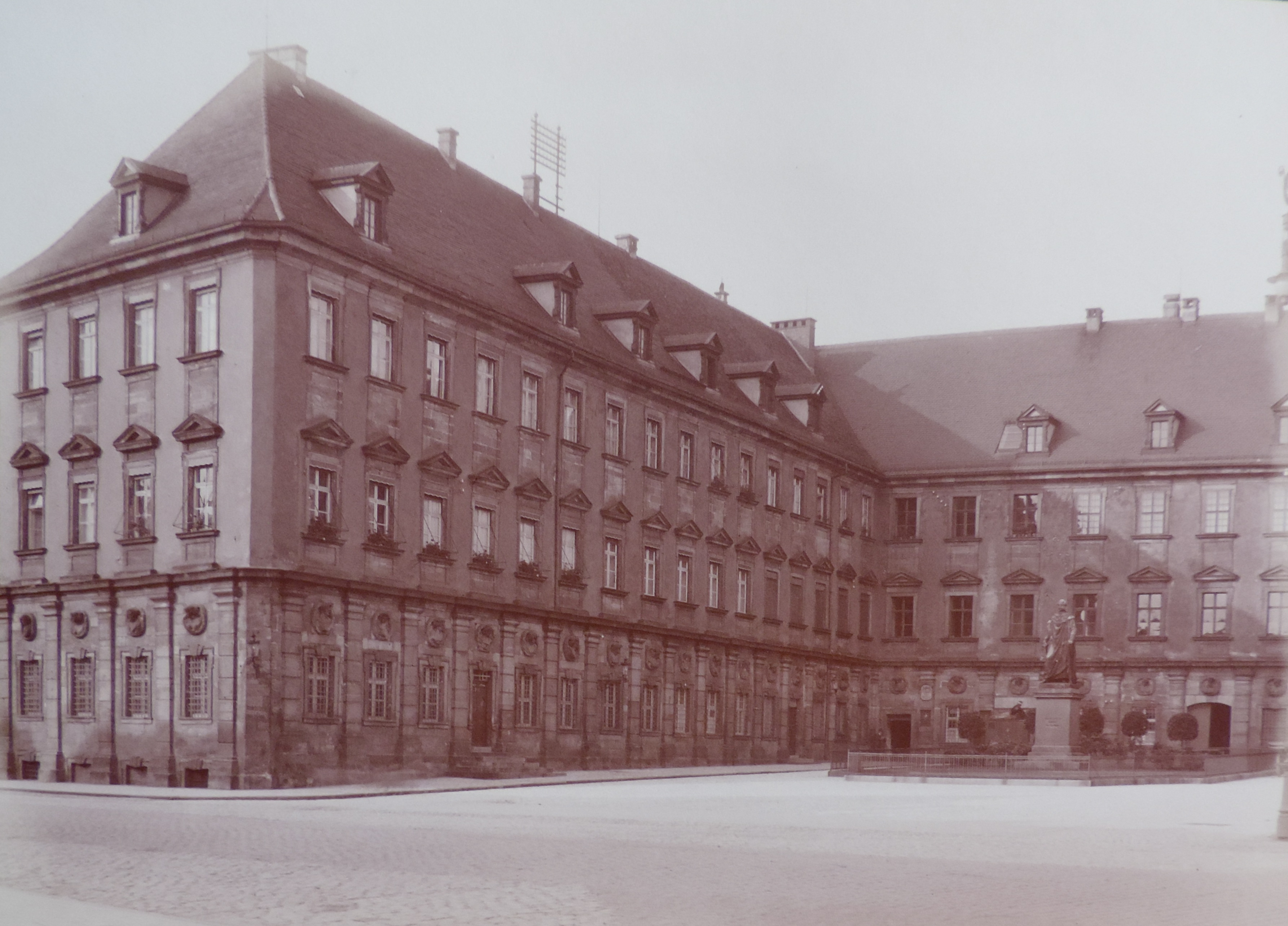
West- und Nordflügel des Alten Schlosses (um 1910); 1950–54 wiederaufgebaut

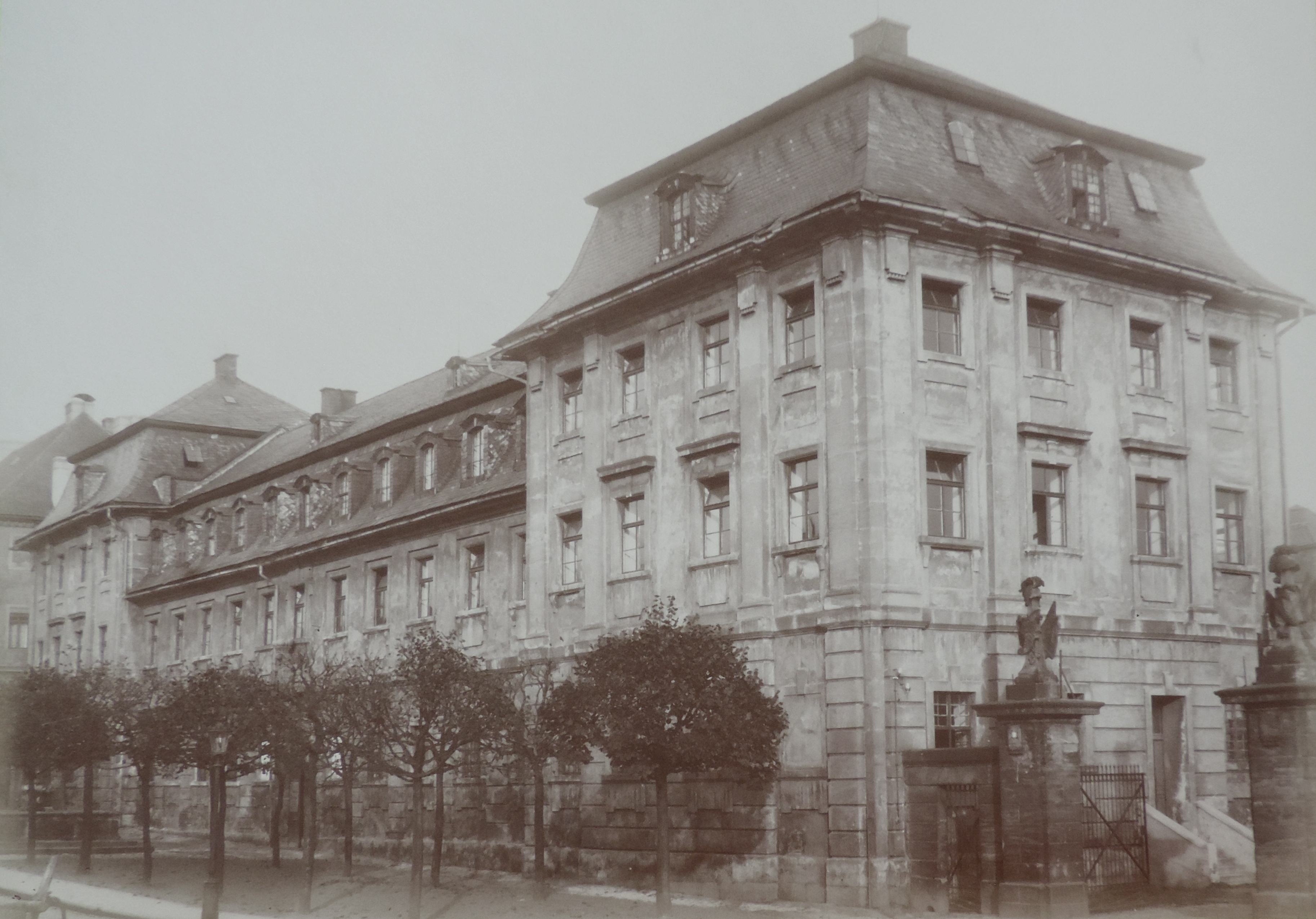
Alte Mainkaserne (um 1910), im April 1945 zerstört

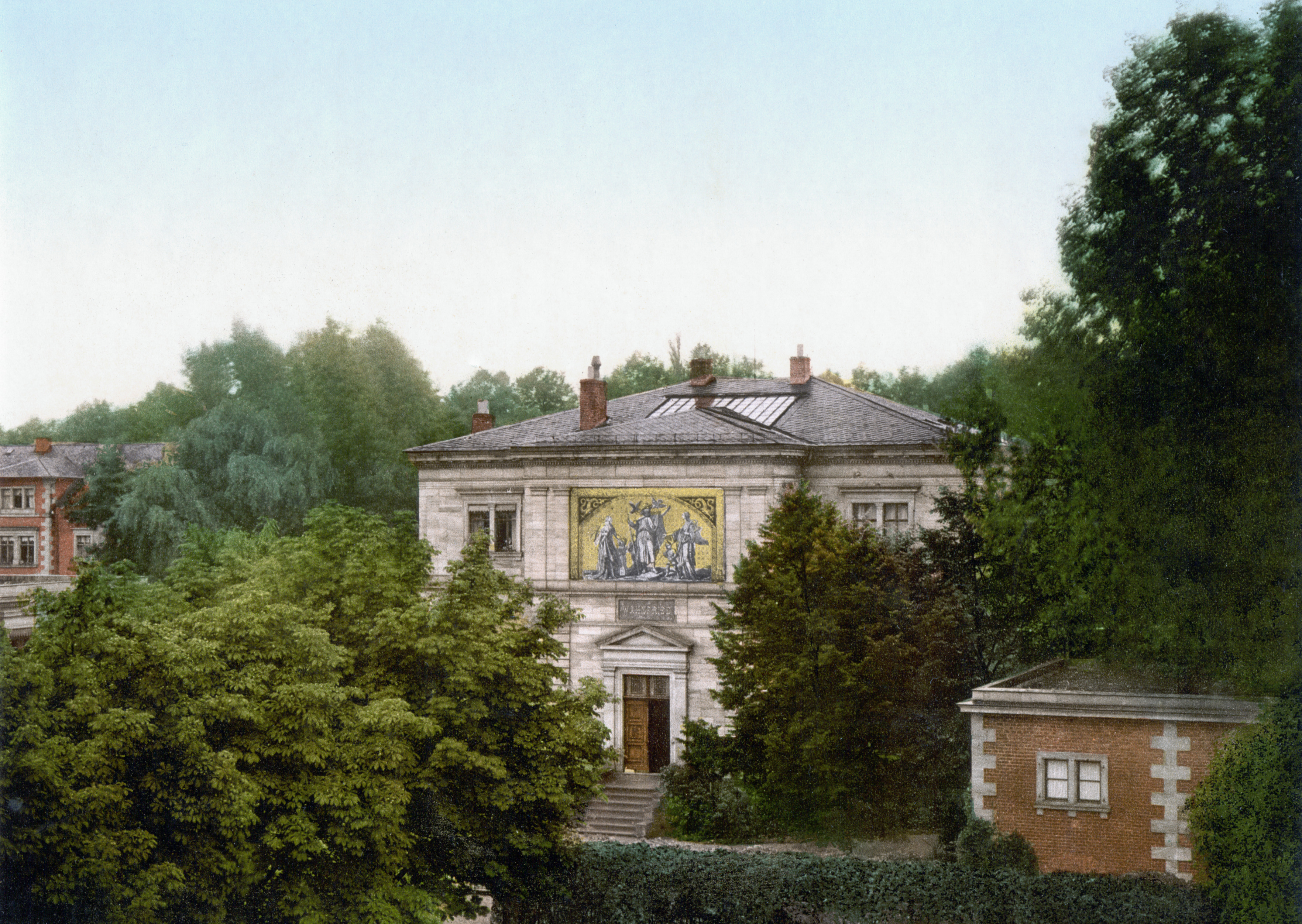
Haus Wahnfried (um 1900; Zerstörung am 5. April 1945, wiederaufgebaut)

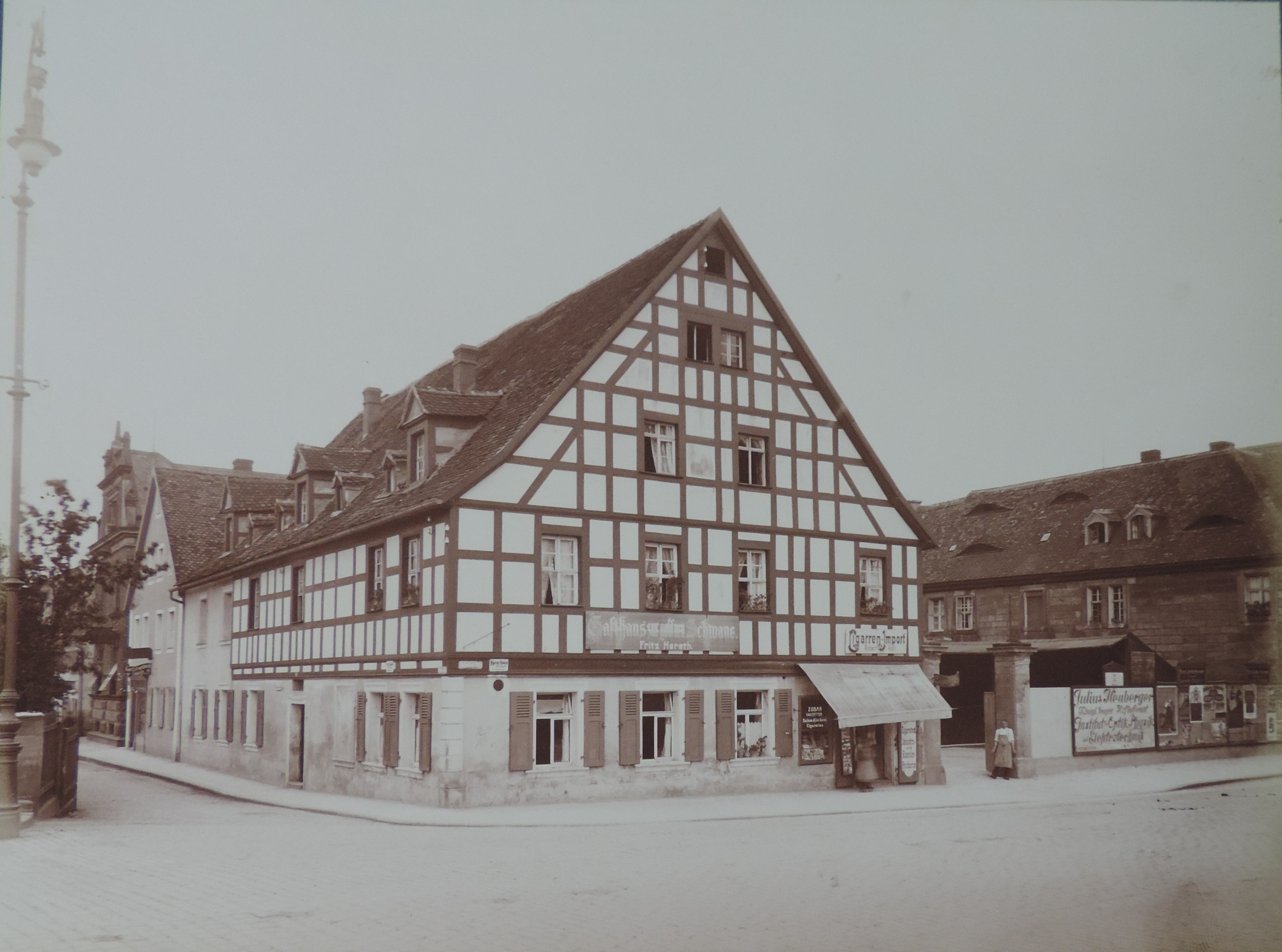
Gasthaus „Zum goldenen Schwan“; zerstört im April 1945, abgerissen

Diese Schilderung erfolgt besonders in Anlehnung an das Standardwerk von Hartwig Beseler und Niels Gutschow. Die Ruinen-Bilder in dem Werk sind besonders sehenswert. Kritisch ist anzumerken, dass die im Buch genannten Tage der Zerstörung nicht in jedem Fall stimmen. Es war aber immer im Zeitraum vom 5. April bis 14. April 1945. Eine weitere Quelle war der Stadtchronist Bernd Mayer, ebenfalls mit vielen Bildern der Zerstörungen aus der „Trümmerstadt Bayreuth“.
Die Löscharbeiten auch an den kulturell wertvollen Bauten am 11. April und den Folgetagen litten erheblich an der personellen und apparativen Dezimierung der Feuerwehr, am Zusammenbruch der Wasserversorgung und dem allgemeinen Inferno in der Stadt. Die Amerikaner ließen in den drei Nächten nach der Besetzung am 14. April keine Löscharbeiten in der Dunkelheit zu, was vor allem das brennende Alte Schloss traf.
- Altes Schloss in der Innenstadt: Bei dem Luftangriff am 11. April 1945 geriet der Mittelteil des Schlosses in Brand, wobei dessen Dachstuhl und das oberste Stockwerk ausbrannten. Dieses Großfeuer wurde gelöscht. Am 14. April brannten dann fast das ganze Gebäude und westlich anschließende Häuser. Der West- und der Nordflügel wurden bis auf die Außenmauern vernichtet, der zwischen den Ehrenhöfen liegende Flügel stark zerstört. Zur Ursache des Großfeuers im Alten Schloss am 14. April gibt es kontroverse Darstellungen. „Dem Vernehmen nach hatte die SS im Alten Schloss Dokumente verbrannt“[36] und damit möglicherweise das Großfeuer am 14. April ausgelöst. Oberbürgermeister Oskar Meyer stufte das 1946 als „Gerücht“ ein und nahm „Funkenflug oder Feindbeschuss“ als wahrscheinlichste Ursache an. Die Stadt Bayreuth blieb auch 1947 im Rahmen einer gerichtlichen Auseinandersetzung bei dieser Einschätzung.[37] Das Alte Schloss, „zum zweiten Mal in seiner Geschichte ein Raub der Flammen geworden“[38], wurde später aus der monumentalen Ruine äußerlich wiederhergestellt.

- Markgräfliche Alte Mainkaserne: Barocker Bau. Schon lange vor dem Ersten Weltkrieg nicht mehr als Kaserne, sondern als Wohnquartier genutzt. Zwei Flügel bei Luftangriff ausgebrannt, das Mauerwerk teilweise eingestürzt. Die „traurigen Überreste“, auch der bis dahin stehengebliebene Risalit, wurden 1950 abgebrochen.
- Ehemaliges Palais Reitzenstein am Luitpoldplatz, Gontard-Bau aus dem 18. Jahrhundert, das „schönste Haus der Stadt“ und „Neues Rathaus“: durch Luftangriff zerstört. Behelfsbau aus den Ruinen errichtet, ein Torso aus dem Erdgeschoss mit Portal und Flachdach. Das Palais wurde nicht wieder aufgebaut, der Standort gehörte dann zum Bereich des Rathaus-Neubaus von 1972.
- Ehemalige Markgräfliche Reithalle (am Jean-Paul-Platz), war 1935/36 „zur braunen Festhalle herausgeputzt worden“[39], für 2.500 Gäste: nach Luftangriff ausgebrannt. Später wurde in den Altmauerbestand ein Theater (Stadthalle) eingebaut.
- Haus Wahnfried: Bei dem Luftangriff am 5. April 1945 fiel eine Sprengbombe schräg in die Gartenfront der Villa. Der „Saal“, Richard Wagners Gesellschaftsraum mit Halbrotunde, wurde zerstört. Die Kellerräume wurden getroffen (Familie Wagner suchte ab 1944 den Luftschutzraum unter dem benachbarten Siegfried-Wagner-Haus auf), der „Kindersaal“ von oben stürzte herab. Die historischen Möbel wurden vernichtet (auch der Schreibtisch Richard Wagners), während die Bücher, die Partituren und die Gemälde ausgelagert worden waren. Eine Sprengbombe schlug wenige Meter von Wagners Grab im verwüsteten Garten ein und riss dort einen Krater auf. Nach Provisorium später Wiederaufbau der Villa.
- Hofgarten: der Hofgarten mit seinem Baumbestand wurde schwer getroffen, allein der südöstliche Teil wies 40 Bombenkrater auf. Das Haus Hans von Wolzogens und das Sterbehaus von Franz Liszt wurden stark beschädigt.
- Bahnhofs-Hotel „Reichsadler“: am 5. April zerstört.
- Gaststätte „Postei“ (am Jean-Paul-Platz): Bei Luftangriff ausgebrannt. 1950 äußerlich wiederhergestellt.
- Gasthaus „Zum goldenen Schwan“ (Bahnhofstraße 1), markanter Fachwerkbau: zerstört, abgerissen.
- „Reichshof“: Zerstörung des Vorderhauses, nur die Fassade blieb stehen. Auch das Kinogebäude erheblich beschädigt. Neubau, nur der Wappenstein wurde in die stark vereinfachte Fassade übernommen.
- Ehemaliges Kuratiehaus (Friedrichstraße): Nach Luftangriff im April 1945 westliche Hälfte ausgebrannt. Äußerlich wiederhergestellt.
- Jägerhaus, von Gontard (Bahnhofstraße 4, Neubau heute 46): Durch Sprengbombe bis auf die drei linken Achsen und zwei Drittel des Erdgeschosses zerstört. 1954/1959/60 Ruine abgerissen (Neubau).
- Ehemaliges Layritzhaus am Luitpoldplatz 1: Bei Luftangriff bis auf fünf Achsen der Fassade und Erdgeschoss-Innenmauern zerstört. Zunächst Behelfsbau nach dem Krieg. 1966 abgebrochen und bis 1972 durch Neubau der Sparkasse überbaut.
- Haus der Deutschen Erziehung, erbaut 1933–1936, Architekt Hans Reissinger: im Dach- und Innenbereich durch Ausbrennen zerstört. Das Denkmal der Deutschen Mutter mit Kindern in der „Weihehalle“ erlitt erhebliche Blessuren, nicht wiederhergestellt. Das Haus wurde in den 1950er Jahren – ohne das Walmdach – wiederaufgebaut, dabei „entmonumentalisiert“.
- Maximilianstraße, ehemaliger Straßenmarkt, Nordseite 16–36 (gerade Nummern), westlich des Alten Schlosses: Häuser durch Spreng- und Brandbomben unterschiedlich schwer beschädigt. Ein Weiterfressen des Brandes vom Alten Schloss her wurde am 15. April 1945 durch Sprengung der Häuser Nr. 32 und 34 (mit Einsturz des Hauses Nr. 36) durch amerikanische Pioniere gestoppt. Wiederaufbau/Neubau der Häuserfront unter teilweiser Verwendung erhaltener Elemente.
- Mechanische Baumwoll-Spinnerei Bayreuth: das riesige Gebäude war über 90 Jahre ein Wahrzeichen der Stadt. Es wurde am 11. April weitgehend zerstört. Die imposante Ruine („Kolosseum“) wurde 1947/48 gesprengt. 1943 war ein kleiner Teil der zerstörten Kugellagerproduktion aus Schweinfurt in die „Mechanische“ verlagert worden.
- Grabkapelle für Franz Liszt auf dem Stadtfriedhof: bei den Luftangriffen zerstört, in den 1970er Jahren rekonstruiert.
- Altes Schloss der (Eremitage): Infolge Beschusses durch US-Artillerie und Jagdbomber noch am 14. April 1945 wurden das Dach mit Deckengemälden und große Teile des Fußbodens im Marmorsaal sowie die westliche Hälfte der Portalbekrönung zerstört. Rekonstruktion.
- Neues Schloss der Eremitage (Orangerie und Sonnentempel): Am 14. April 1945 durch Beschuss ausgebrannt, dabei auch die Außenarchitektur stark beschädigt. Die feste Ausstattung (darunter der bedeutende Stuck) zerstört. Die hierher ausgelagerte Inneneinrichtungen des Alten Schlosses (Eremitage) und des Neuen Schlosses (Innenstadt) total vernichtet.
- Marstall (Eremitage): Südflügel durch Beschuss am 14. April 1945 zerstört.

## Todesopfer

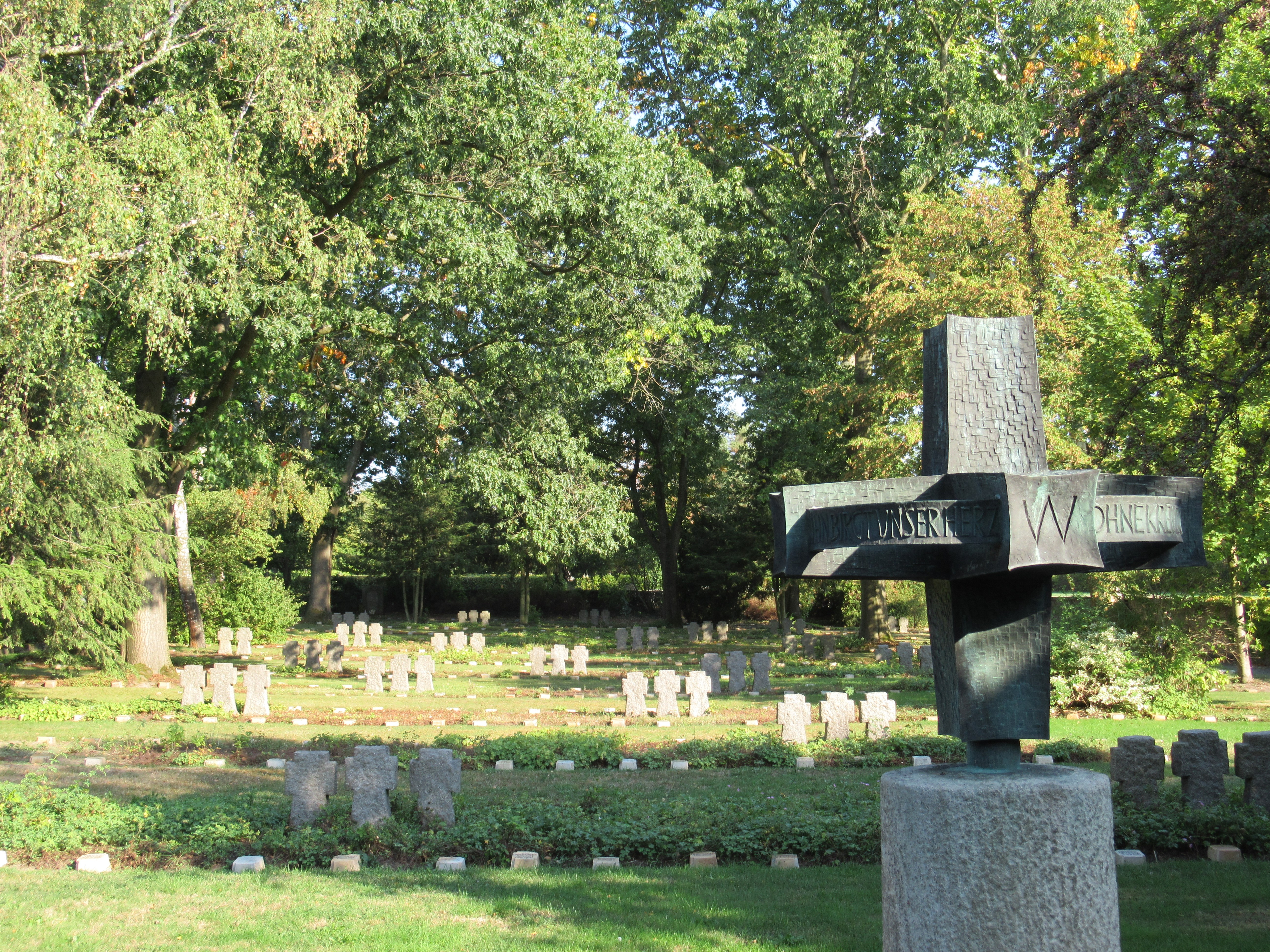
Kriegsgräberstätte St. Georgen (Bayreuth) mit Luftkriegsopfern

Die Kriminalpolizei von Bayreuth hatte 1945 nach den Luftangriffen und dem Artilleriebeschuss zunächst 724 Namen von Todesopfern in einer Liste erfasst. Dabei war noch unbekannt, wie viele Patienten in den (Not-)Krankenhäusern verstorben oder unregistriert auf Notfriedhöfen beerdigt worden waren. Deshalb „durfte als wahrscheinlich gelten, dass die Zahl der Kriegsopfer des April 1945 entschieden höher als bei 724 liegt“. Das Hauptverwaltungsamt Bayreuth ergänzte die Liste bis 1955 und nahm an, dass „bei den Bombenangriffen in Bayreuth insgesamt 741 Menschen ums Leben gekommen“ sind. Von diesen waren 82 Kinder von 0–14 Jahren, 53 Jugendliche von 15–20 Jahren und 412 Erwachsene über 20 Jahren. Bei 194 Menschen blieb das Alter unbekannt. Von den Toten konnten 617 identifiziert werden: 430 Frauen, Männer, Kinder, 111 Soldaten und 76 Ausländer. Bei 42 Frauen, Männern und Kindern und bei 82 Soldaten konnte eine Identifizierung nicht vorgenommen werden, da die Leichen zu verstümmelt waren. Unmittelbar nach den Bombenangriffen war ein starkes Ansteigen der Säuglingssterblichkeit bis zu 56 % zu verzeichnen. Auf einer Erinnerungstafel im Rathaus Bayreuth von 1972 werden 875 Tote der Fliegerangriffe vom April 1945 genannt.
Der langjährige Oberbürgermeister von Bayreuth, Dieter Mronz, der Heimatforscher und Stadtchronist Bernd Mayer und andere Autoren gehen von etwa 1000 Todesopfern der Luftangriffe im April 1945 aus.
Über die Gesamtzahl der Verletzten gibt es keine verlässlichen Angaben.

## Begräbnisstätten und Gedenken
Am 5. Mai 1972, beim Einzug in das neuerbaute Rathaus, wurde in dessen Foyer zu Ehren der Opfer der Bombenangriffe 1945 eine metallene Gedenktafel mit folgendem Text enthüllt: DIE STADT BAYREUTH DEN 875 TOTEN DER FLIEGERANGRIFFE VOM APRIL 1945 ZUM GEDENKEN.
Im Garten des ehemaligen Verwaltungsgebäudes der Mechanischen Baumwollspinnerei und Weberei findet sich ein Mahnmal in Erinnerung an die Zerstörung des Werkes im April 1945. Auf einem Granitsockel sind skurril miteinander verschweißte Maschinenteile aufgetürmt. Der Sockel – auch mit den Resten einer Bombe – zeigt die Daten „21. Oktober 1854 – 5. und 11. April 1945 bis 22. Juli 1949“ (Gründung des Werks, Zerstörung, Wiederaufbau-Richtfest).
Auf der Kriegsgräberstätte St. Georgen und dem Stadtfriedhof befinden sich die meisten Gräber der bei den Luftangriffen ums Leben gekommenen. Es gibt auf dem Stadtfriedhof ein Denkmal aus dem Jahre 1947 für 70 deutsche und ausländische Bombenopfer (Italiener, Ungarn, Ukrainer), das von Angehörigen errichtet wurde. Sonst lassen sich nur bei Kenntnis der Angriffstage für den Friedhofsbesucher die Toten als Opfer der Luftangriffe identifizieren oder vermuten. Ein Denkmal der Stadt Bayreuth speziell für diese Opfergruppe ist auf den Friedhöfen nicht zu finden.
Bayreuth erinnerte 2015 mit großformatigen Fototafeln an den hauptsächlichen Schauplätzen an den 70. Jahrestag der alliierten Luftangriffe vom April 1945.
Fazit des Stadtrats und Autors Bernd Mayer: „Eine wehrlose Stadt wurde ... das Opfer einer heillos überzogenen Vernichtungsstrategie. Die Gauhauptstadt musste den Glanz brauner Machtentfaltung bitter büßen.“